# 原田恭明
原田 恭明（はらだ やすあき、1959年 - ）は、日本の美術監督。愛知県豊田市出身。
日本大学藝術学部を卒業し、フリーの美術助手として東宝、東映、日活等で映画製作に従事。1987年の中原俊監督『シャコタン☆ブギ』で美術デザイナーとしてデビュー。その後、美術助手として多くの映画美術に参加。1992年に井筒和幸監督『東方見聞録』でセットデザイナーとなる。CMでは、ソフトバンクモバイルの「白戸家シリーズ」、静岡のパチンコ新日邦「コンコルド」、「東京ガス」、「NOVA」、「JR東日本」、「吉野家」、UHA味覚糖「さけるグミ」、KIRIN「一番搾り」、日本生命なども多数手掛ける。
名古屋シネマスコーレ映画塾や早稲田大学「マスターズ・オブ・シネマ 映画のすべて」にて講師も務める。

## 担当作品

### 映画
- 『シャコタン☆ブギ』（1987年）中原俊監督
- 『東方見聞録』（1992年）井筒和幸監督（セットデザイン担当）
- 『目下の恋人』（2002年）辻仁成監督
- 『アカルイミライ』（2003年）黒沢清監督
- 『イントゥ・ザ・サン』（2005年）ミンク監督（日本ユニット、アートディレクター担当）
- 『日本沈没』（2006年）樋口真嗣監督
- 『やわらかい生活』（2006年）廣木隆一監督
- 『腑抜けども、悲しみの愛を見せろ』（2007年）吉田大八監督
- 『クヒオ大佐』（2009年）吉田大八監督
- 『ACACIA -アカシア-』（2010年）辻仁成監督
- 『ミツコ感覚』（2011年）山内ケンジ監督
- 『DOG×POLICE 純白の絆』（2011年）七高剛監督
- 『GANTZ』（2011年）『GANTZ:PERFECT ANSWER』（2011年）佐藤信介監督
- 『貞子3D』（2012年）英勉監督
- 『ガッチャマン』（2013年）佐藤東弥監督
- 『偉大なる、しゅららぼん』（2014年）水落豊監督[2]
- 『MONSTERZ モンスターズ』（2014年）中田秀夫監督[3]
- 『劇場霊』（2015年）中田秀夫監督
- 『ぼくのおじさん』（2016年）山下敦弘監督
- 『東京喰種』（2017年）萩原健太郎監督
- 『ラブ×ドック』（2018年）鈴木おさむ監督＆脚本
- 『よこがお』（2019年）深田晃司監督＆脚本
- 『草の響き』（2021年）斎藤久志監督
- 『文豪ストレイドックスBEAST』（2022年）坂本浩一監督
- 『花腐し』（2023年）荒井晴彦監督　　＊第78回毎日映画コンクール 美術賞ノミネート
- 『青春ジャック 〜止められるか、俺たちを２〜』（2024年）井上淳一監督
- 『火の華』（2024年）小島央大監督

### ショートフィルム
- 2001年 -『ボヌールハイツ』DVDマガジン「Grasshoppa!」 山内健司監督
- 2006年 -『bunkatsu』クオークWEB限定　山内健司監督
- 2017年 -『Snowman』 萩原健太郎監督
- 2023年 -『僕の翼は、足になった。My wings became my legs.』 節田朋一郎監督
- 2023年 -『深骨』 節田朋一郎監督

### オリジナルビデオ
- 1991年 -『傷だらけのライセンス』　長谷部安春監督

### テレビ
- 1988年 -『変装〜自分の未来を旅した女〜』フジテレビ・ドラマスペシャル 中原俊監督
- 2001年 -『治療』フジテレビ「SMAP×SMAP特番〜Smap Short Films〜」 山内健司監督
- 2002年 -『マンホール』フジテレビ「世にも奇妙な物語」[4] 山内健司監督
- 2011年 -『ANOTHER GANTZ』日本テレビ系「金曜特別ロードショー」[5] 佐藤信介監督

### プロモーションビデオ
- 1997年 - 加藤紀子「ふゆがきた」山内健司監督
- 2000年 - Hysteric Blue「グロウアップ」山内健司監督
- 2000年 - T.M.Revolution「魔弾〜Der Freischuts〜」三木俊一郎監督

### 舞台
- 2004年 - 『葡萄と密会』山内健司作・演出
- 2005年 - 『乞食と貴婦人』山内健司作・演出
- 2006年 - 『クレブス・ペルオスの迫害と恐怖』山内ケンジ作・演出
- 2007年 - 『若い夫のすてきな微笑み』山内ケンジ作・演出
- 2008年 - 『新しい歌 〜tyto nove pisnicky〜』山内ケンジ作・演出
- 2008年 - 『新しい橋 〜le pont neuf〜』山内ケンジ作・演出
- 2009年 - 『新しい男』山内ケンジ作・演出
- 2009年 - 『食卓ロマン』たけだあき作・演出
- 2010年 - 『微笑の壁』山内ケンジ作・演出